# Скотт Лэнг (киновселенная Marvel)
Скотт Лэнг (англ. Scott Lang) — персонаж из медиафраншизы «Кинематографическая вселенная Marvel» (КВМ), основанный на одноимённом персонаже «Marvel Comics», широко известный под псевдонимом «Челове́к-мураве́й» (англ. Ant-Man).
Ранее Скотт Лэнг являлся преступником, и был искуплён под началом Хэнка Пима и Хоуп ван Дайн (Осы). В 2016 году вступает в команду Стива Роджерса, сражается с командой Тони Старка, и в результате этого попадает в тюрьму «Рафт». После освобождения Стивом Роджерсом, Скотта помещают под домашний арест. В течение этого времени, Скотт помогает Хоуп ван Дайн и Хэнку Пиму вернуть Джанет ван Дайн из Квантового мира. В 2018 году, Скотт Лэнг застревает в Квантовом мире в результате действий межгалактического титана Таноса. Пробыв в Квантовом мире 5 часов, крыса выводит Скотта из Квантового мира, однако Скотт узнаёт, что для него прошло 5 часов, а для мира 5 лет. Затем прибывает к Стиву и Наташе Романофф на базу Мстителей и предлагает им способ возвращения всех исчезнувших через путешествия во времени. Позже, во время операции «Хрононалёт» отправляется в 2012 год и вместе с Тони Старком пытаются украсть Тессеракт, однако миссия проваливается. Старк и Роджерс отправляются в 1970 год, а Скотт возвращается в настоящее со скипетром Локи. Во время нападения Таноса на базу Мстителей, участвует в битве за Вселенную против альтернативной версии Таноса из 2014 года. После победы в войне, присутствует на похоронах Тони Старка.
Роль Скотта Лэнга в КВМ исполнил американский актёр Пол Радд. Впервые, Скотт Лэнг появляется в фильме «Человек-муравей» (2015) и в дальнейшем становится одной из второстепенных фигур в КВМ, появившись в пяти фильмах по состоянию на 2023 год.
Альтернативная версия Скотта Лэнга из Мультивселенной появляются в мультсериале «Что, если…?» (2021), где её озвучивает Пол Радд.

## Концепция и создание
Персонаж основан на одноимённом супергерое комиксов. В середине 2000-х годов Кевин Файги загорелся желанием создать общую киновселенную, как это сделали Стэн Ли и Джек Кирби со своими комиксами в начале 1960-х годов. В 2005 году Marvel получила инвестиции в размере 525 миллионов долларов от Merrill Lynch, что позволило компании снять десять фильмов, в том числе и «Человека-муравья». Эдгар Райт начал разработку фильма с Джо Корнишом в 2006 году. Однако в 2014 было объявлено, что он покидает проект из-за творческих разногласий. По словам Райта, он был недоволен, когда Marvel захотели написать новый сценарий.
Пейтон Рид занял кресло режиссёра вместо Райта, а Адам Маккей и Пол Радд, сыгравший главную роль, переписали сценарий. Режиссёр сравнил персонажа Скотта Лэнга с Дэнни Оушеном Джорджа Клуни из фильма «Одиннадцать друзей Оушена» и назвал его «парнем, просто пытающимся начать жизнь с нуля и искупить грехи». Радд подписал контракт с Marvel на несколько фильмов.

## Характеристика и актёр

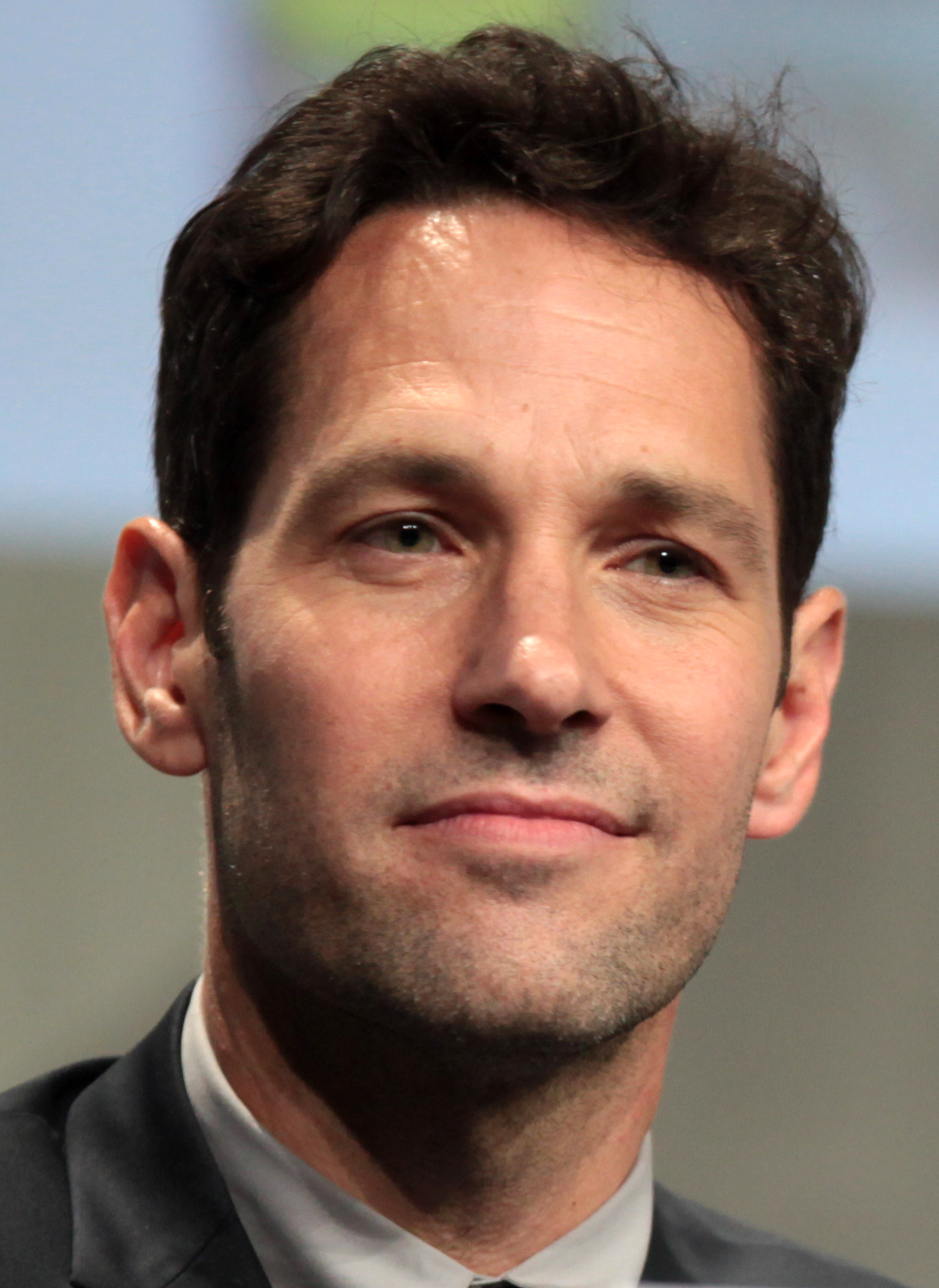
Пол Радд, играющий Скотта Лэнга, в 2014 году

Дебют персонажа на экране состоялся в 2015 году, когда вышел фильм «Человек-муравей». В фильме Лэнг является бывшим инженером «VistaCorp» и мелким преступником, который становится преемником Хэнка Пима в роли Человека-муравья, когда получает его костюм, позволяющий уменьшаться в размерах, но становиться сильнее. Затем Лэнг проходит путь от бывшего преступника до супергероя, сражаясь с Дарреном Кроссом (Жёлтым шершнем).
В «Противостоянии» он вместе с Капитаном Америка и его группой сражается против Железного человека и других Мстителей из-за «Заковианского договора». Во время боя он демонстрирует, что может не только уменьшаться с помощью частиц Пима, но и вырастать до гигантского размера, хотя это создаёт большую нагрузку на его тело. Файги похвалил решение «переломить ход битвы таким „огромным“, шокирующим и неожиданным образом».
Затем Радд повторил свою роль в фильме «Человек-муравей и Оса». В апреле 2017 года режиссёр Пейтон Рид заявил, что Скотт Лэнг также имеет другое прозвище — Великан, которым он стал в «Противостоянии», используя новый технологический костюм. После побега Лэнга из тюрьмы «Рафт» в конце того фильма, режиссёр сказал, что теперь Скотт ещё больший беглец, чем которым был в сольном фильме. Вскоре он находится под домашним арестом, и его освобождает Хоуп ван Дайн, с которой у него крутится роман, чтобы отправиться в квантовый мир на поиски её матери, Дженет. Пол был рад, что его персонаж не был «урождённым супергероем». В сцене после титров он застревает в квантовом мире после того, как Джанет, Хоуп и Хэнк исчезают из-за щелчка Таноса в «Войне бесконечности».
Радд вернулся к роли в «Финале». Во время испытаний машины времени у Лэнга менялся возраст: его как младенца сыграли Базло и Лоэн Леклеры, как ребёнка — 12-летний Джексон А. Данн, а как старика — 93-летний Ли Мур. Это была последняя работа Мура, а затем он скончался в 2018 году. Маркус и Макфили отмечали, что участие персонажа в фильме помогло реализовать идею путешествий во времени.
В 2019 году стало известно о фильме «Человек-муравей и Оса: Квантомания», в котором Радд должен вернуться к роли Скотта Лэнга.
В комиксах Человек-муравей Хэнка Пима является одним из основателей Мстителей, а в КВМ он изначально не доверяет команде супергероев, в частности Старку. Вскоре лишь Лэнг объединяется со Стивом Роджерсом в «Противостоянии», и уже потом становится членом Мстителей в «Финале». Кроме того, в КВМ Альтрона создают Старк и Брюс Баннер, а не Пим.
Чтобы привести себя в форму для роли, Радд работал с тренерами и исключил из своего рациона алкоголь, жареную пищу и углеводные продукты. Актёр заявил, что «практически ничего не ел около года». Он добавил, что «использовал подход Криса Прэтта в подготовке к съёмкам боевика», «отказавшись ото всех развлечений в течение года, чтобы смочь отыграть настоящего героя».
Костюм Радда в «Противостоянии» был «более модернизированным и высокотехнологичным», нежели чем в «Человеке-муравье».

## Биография персонажа

### Ранняя жизнь
Скотт Лэнг окончил Массачусетский технологический институт (MIT) со степенью инженера, но стал преступником, чтобы наказать корпорацию, которая обманывала своих клиентов. Пока он был в тюрьме, его жена Мэгги развелась с ним и забрала их дочь Кэсси.

### Становление Человеком-муравьём
В 2015 году, после отсидки, Лэнг поселяется у своего сокамерника и лучшего друга Луиса. Он навещает Кэсси без предупреждения, но этому не рады Мэгги с её новым женихом, полицейским Пакстоном. Из-за судимости Скотт не может устроиться на приличную работу и соглашается на авантюру Луиса, собираясь совершить кражу со взломом. Лэнг проникает в указанный дом и взламывает сейф, но находит только старый мотоциклетный костюм, который позже примеряет и случайно уменьшается до размера насекомого. В ужасе он возвращает его в дом и вскоре сталкивается с Хэнком Пимом, владельцем костюма. Учёный рассказывает, что ранее был супергероем «Человеком-муравьём», а сейчас хочет, чтобы Лэнг стал им и остановил Даррена Кросса (Жёлтого шершня), разработавшего технологию Пима. Хэнк и его дочь Хоуп ван Дайн тренируют Лэнга, обучая борьбе и управлению муравьями. Хэнк рассказывает, что мать Хоуп и его жена, Джанет, застряла в квантовом мире, когда была с мужем на миссии по остановке советской ядерной ракеты. Хэнк предупреждает Скотта, что его может постичь та же участь, если он переопределит регулятор своего костюма.
Лэнг отправляется на объект за устройством, которое понадобится на их миссии, однако оказывается, что данный объект перестроен в базу Мстителей и недолго сражаясь с Сэмом Уилсоном (Соколом), крадёт устройство. Затем Скотт вместе со своей командой и стаей летающих муравьёв проникает в штаб-квартиру компании «PymTech», когда Кросс представляет свой костюм Жёлтого шершня на церемонии. Вскоре Кросс надевает его и берёт Кэсси в заложники. Лэнг сжимается до субатомных размеров, проникает в костюм Кросса и уничтожает его. Шершень погибает, а Скотт застревает в квантовом мире, но ему удаётся выбраться. В благодарность за героизм Лэнга Пакстон прикрывает его, чтобы спасти от тюрьмы. Поняв, что Скотт выжил в квантовом пространстве и вернулся из него, Хэнк задумывается о выживании своей жены. Позже Лэнг встречается с Луисом, который сообщает, что Скотта ищет Сокол.

### Помощь Стиву Роджерсу
В 2016 году Уилсон вербует Лэнга для помощи Стиву Роджерсу. Клинт Бартон и Ванда Максимофф забирают его и отправляются в аэропорт Лейпциг/Галле в Германии к остальным. Они противостоят Тони Старку, Наташе Романофф, Джеймсу Роудсу, Т’Чалле, Питеру Паркеру (Человеку-пауку) и Вижну. Во время боя Лэнг становится великаном, используя свой костюм. Это позволяет Роджерсу и Баки Барнсу сбежать, а Муравья одолевает Человек-паук. Скотта, Уилсона, Бартона и Максимофф заключают в тюрьму «Рафт», но затем их вызволяет Стив. Скотт и Клинт заключают сделку с правительством США и сдаются, чтобы заменить наказание на домашний арест.

### Работа с Осой
В 2018 году, когда Лэнг находится под домашним арестом, он получает мысленное сообщение от Джанет ван Дайн, поскольку запутался с ней в квантовом пространстве. До окончания домашнего ареста остаётся всего несколько дней, и Скотт связывается с Хэнком, несмотря на их натянутые отношения из-за действий Скотта в 2016 году. Хоуп и Хэнк похищают Скотта, оставляя вместо того гигантского муравья, чтобы не вызывать подозрений у агента ФБР Джимми Ву. Они изобретают «Квантовый туннель», чтобы путешествовать по квантовому миру. Им необходим стабилизатор, и герои закупают его у дилера с чёрного рынка, Сонни Берча. Тот оценивает выгоду, которую можно получить с изобретений Хэнка, и обманывает их. Оса борется с Бёрчем и его людьми, но на неё нападает квантово-нестабильная женщина в маске. Скотт помогает Хоуп бороться с «призраком», но та убегает с уменьшенной лабораторией Пима. Когда Билл Фостер помогает им найти Призрака, та одолевает их. Она оказывается Эйвой Старр. Её отец, Элиас, был ещё одним партнёром Пима и погиб вместе со своей женой во время квантового эксперимента, из-за чего состояние их дочери стало нестабильным.
Фостер хочет вылечить девушку, используя квантовую энергию Джанет, но Хэнк полагает, что это может убить его жену, и отказывается помогать. Они сбегают, унося лабораторию. Открывая стабильную версию туннеля, Хэнк, Хоуп и Лэнг связываются с Джанет, которая указывает им своё точное местоположение, но предупреждает, что у них есть только два часа, прежде чем нестабильность квантовой реальности изменит её координаты на сотню лет. Лэнг возвращается домой до того, как туда прибывает Ву, а Хэнка и Хоуп арестовывает ФБР. Эйва забирает лабораторию. Дома Кэсси говорит отцу, что она тоже хочет быть супергероем, но Скотт не рад этому. Он освобождает Хэнка и Хоуп из-под стражи, и они возвращают лабораторию вместе с Луисом, однако, начинается битва со Старр и её людьми. Хэнк и Джанет благополучно возвращаются из квантового мира, и последняя добровольно передаёт часть своей энергии Эйве, чтобы временно стабилизировать её состояние. Лэнг снова возвращается домой, как раз вовремя, и Ву выпускает его из окончившегося домашнего ареста.
Позже (в сцене после титров) Скотт отправляется в квантовый мир, чтобы собрать энергию для Эйвы, но пока он там находится, Хэнк, Джанет и Хоуп распадаются из-за щелчка Таноса. Лэнг оказывается в ловушке.

### Помощь Мстителям и Хрононалёт
В 2023 году Лэнг выходит из квантового мира и оказывается на складе после того, как крыса активирует «квантовый туннель». Скотт, не понимая, что творится, приходит к дому Кэсси. Дочь оказывается жива, но уже повзрослевшей на пять лет после их последней встречи. Узнав, что произошло, он едет на фургоне Луиса к Мстителям и объясняет Роджерсу и Романофф, что для него прошло всего пять часов. Теоретически предполагая, что природа квантового мира существует вне реальности и что время в нём работает иначе, они предполагают, что он может послужить им для осуществления путешествия во времени. Герои идут к Старку в его дом, прося помочь украсть Камни Бесконечности из прошлого и использовать их, чтобы отменить действия Таноса, но тот отказывается. Затем они встречают Брюса Бэннера в закусочной, и уговаривают его помочь, однако им не удаётся совершить путешествие во времени. Вместо этого они пропускают время сквозь Лэнга.
Позже Старк всё же решает помочь и работает с Бэннером над созданием квантовой машины времени. На базу прибывают Тор, Ракета, Небула, Роудс и Бартон, и герои разрабатывают операцию «Хрононалёт». Бэннер, Роджерс, Старк и Лэнг перемещаются в альтернативный 2012 год во время битвы за Нью-Йорк, и пока Стив с Брюсом забирают Камни Разума и Времени, Тони и Скотту не удаётся украсть Камень Пространства. Лэнг забирает скипетр Локи с Камнем Разума и возвращается в настоящее с Бэннером, а Старк и Роджерс отправляются в 1970-е годы и находят Камень Пространства там. Вскоре Халк отменяет действия Таноса, возвращая половину живых существ. Однако альтернативная версия Таноса из 2014 года проникает через квантовый мир в 2023 год и разрушает базу Мстителей. В дальнейшем, Скотт участвует в битве в виде великана и встречается с вернувшейся Хоуп. После победы над ним Лэнг вместе с вернувшимися Хэнком, Хоуп и Джанет присутствует на похоронах Старка, пожертвовавшего собой, решая исход битвы. Затем Скотт возвращается домой и проводит время с Кэсси и Хоуп.
Позже Лэнг предоставил Соколиному глазу технологии Пима, чтобы тот использовал их для своих стрел.

### Встреча с Кангом
В 2025 году Скотт опубликовал мемуары под названием Look Out for the Little Guy. Когда он получает сообщение из полицейского участка, то забирает оттуда свою дочь Кэсси, которая уменьшила полицейскую машину, пытаясь помочь бездомным, лишившимся крова из-за Скачка. Затем они возвращаются в дом Пима и ужинают, где Кэсси рассказывает, что она, Хоуп и Хэнк вместе работали над квантовым спутником в подвале. Кэсси представляет его, но героев втягивает в Квантовый мир. Скотта и Кэсси отделило от Хэнка, Хоуп и Джанет. Они сталкиваются с разными видами существ, которые живут в квантовом мире. Скотту говорят, что его ищут из-за его знакомства с Джанет, и затем их хватают солдаты и Даррен Кросс, который выжил и стал мутировавшим, кибернетически усовершенствованным человеком с огромной головой по имени МОДОК. Скотта и Кэсси садят в камеры, где их встречает Канг Завоеватель.
Канг просит Скотта помочь ему уменьшить реактор его корабля, который когда-то увеличила Джанет, чтобы первый смог сбежать из квантового мира. Сначала Скотт отказывается, но Канг заставляет его, угрожая Кэсси. На пути к реактору Скотт попадает в аномальную зону, где появляются его варианты. В итоге Скотт с помощью Хоуп уменьшает реактор до нормального размера. Канг отбирает его у Скотта, но не возвращает Кэсси. Завоеватель побеждает Скотта и Хоуп и уходит, а затем появляется Хэнк с муравьями, которые тоже попали в квантовом мире и успели развиться. Скотт, Хоуп и Хэнк направляются к империи Канга, чтобы спасти Кэсси и предотвратить его побег.
Добравшись до Канга, они бьются с ним, а затем на него нападает множество муравьёв, и Скотт тем временем останавливает запуск корабля. Джанет открывает портал, чтобы они могли сбежать, но прежде чем Скотт успевает пройти, он сталкивается с Кангом. Канг побеждает Скотта и почти убивает его, но Хоуп спасает возлюбленного, и они вдвоём толкают Канга в реактор, по-видимому, убивая. Затем Скотт и Хоуп выходят через портал из квантового мира. Несколько дней спустя Скотт возвращается к нормальной жизни, но становится параноиком и вспоминает, как Канг говорил о своих других версиях и о грядущей катастрофе.

## Альтернативные версии
Скотт Лэнг, озвученный Полом Раддом появляется в первом сезоне анимационного сериала «Disney+» «Что, если…?» (2021) в виде одной альтернативной версии самого себя:

### Зомби-эпидемия
В альтернативном 2018 году, заражённые квантовым вирусом зомби Джанет ван Дайн и Хэнк Пим прибывают из квантового мира и нападают на Лэнга и Хоуп, в результате чего Хоуп удаётся сбежать, а Лэнг заражается квантовым вирусом. Позже его находит Вижн и излечивает с помощью Камня Разума, однако от Скотта остаётся лишь голова, запечатанная в банке. Вскоре Скотт отправляется с Питером Паркером и Т’Чаллой в Ваканду, захваченную Таносом, чтобы распространить энергию Камня Разума по всей планете.

#### Аномалия 1602 года
В другом альтернативном 2018 году Стив Роджерс во время битвы с Таносом в Ваканде случайно задевает Камень времени, и это порождает временную аномалию 1602 года. В ней Скотт Лэнг является членом банды благородных разбойников, возглавляемых Роджерсом Гудом.

## Реакция

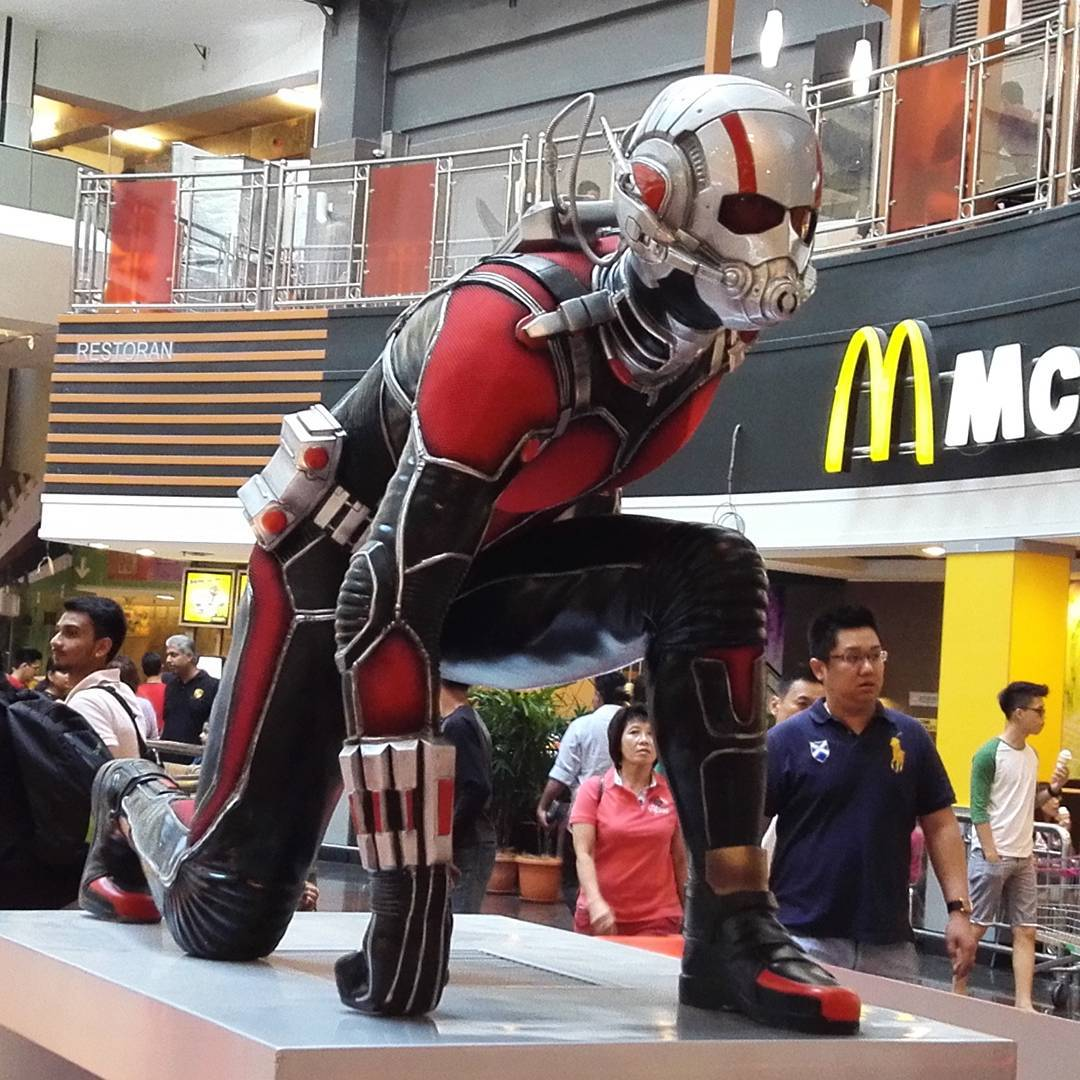
Модель Человека-муравья в «McDonald’s»

Тодд Маккарти из «The Hollywood Reporter», как и многие другие критики, похвалил актёрскую игру Пола Радда в «Человеке-муравье». В сиквеле актёр также был удостоен положительных отзывов от журналистов, которые отмечали его харизму вместе с Лилли, играющей Хоуп.
Саймон Абрамс из «RogerEbert.com» акцентировал внимание на развитии Скотта Лэнга как персонажа в «Человеке-муравье и Осе». Кортни Лотт из «Screen Rant» выделил 10 лучших цитат героя, которые «заставляют нас полюбить Скотта Лэнга». В статье он также отметил, что «одной из лучших черт Скотта» является его забота о дочери. Коллега Лотта, Дэвид Кабальеро, рассмотрел ситуации, в которых Человек-муравей был «настоящим химбо». Журналист подчеркнул, что Скотт Лэнг из КВМ «добрый, готовый помочь, любящий, несколько наивный, но доброжелательный человек, который всегда старается изо всех сил быть хорошим отцом».
Персонаж становился героем многочисленных интернет-мемов.

### Награды
| Год  | Фильм                   | Награда            | Категория                       | Результат | Пр.    |
| ---- | ----------------------- | ------------------ | ------------------------------- | --------- | ------ |
| 2015 | «Человек-муравей»       | Teen Choice Awards | Выбор летней мужской кинозвезды | Номинация | [ 36 ] |
| 2016 | «Человек-муравей»       | Выбор критиков     | Лучший актёр в экшн-фильме      | Номинация | [ 37 ] |
| 2016 | «Человек-муравей»       | Сатурн             | Лучший киноактёр                | Номинация | [ 38 ] |
| 2016 | «Человек-муравей»       | MTV Movie Awards   | Лучший киногерой                | Номинация | [ 39 ] |
| 2019 | «Человек-муравей и Оса» | Teen Choice Awards | Выбор актёра экшн-фильма        | Номинация | [ 40 ] |
| 2019 | «Мстители: Финал»       | Teen Choice Awards | Выбор актёра экшн-фильма        | Номинация | [ 40 ] |